# Prinț

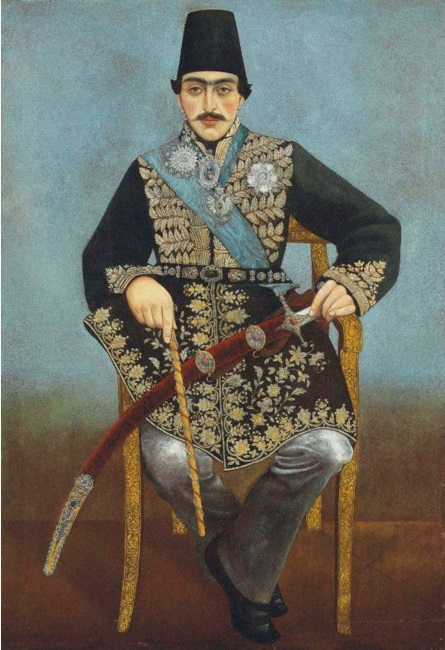
Prințul Mozaffar ad-Din Shah Qajar al Iranului

Prinț sau Prințesă este descendentul unui principe suveran, rege sau împărat, care poate deveni succesor pe tron. Titlul de prințesă mai poate fi acordat soției unui prinț. Exemple de utilizări sub nume diferite a titlului de prinț:
- Dauphin în Regatul Franței
- Infant în Spania și în Regatul Portugaliei
- Kronprinz sau Prinț de coroană în Prusia, ulterior și în Imperiul German
- Țarevici în Imperiul Rus

Prinț Regent este un membru al casei monarhice care asigură regența în perioada domniei unui suveran minor. În limba română, ca și în limbile germanice sau slave, există o diferență semantică între prinț și principe, ultimul desemnând un suveran și nu doar un descendent al unei casei domnitoare. Actualmente titlul de principe îl poarta suveranii a trei state europene: Andora, Liechtenstein și Monaco.

## Etimologie
Termenul de „prinț” provine din franceză prince care își are originea din limba latină princeps - primul. Termenul a fost folosit mai ales de împăratul Augustus (63-14 î.Hr.).

## Denumiri derivate
- Prințul numit la carnaval, pe valea Rinului sunt alese în timpul carnavalului trei persoane, care joacă un rol central pe timpul duratei carnavalului: prințul, fecioara și țăranul.